# Pistolet de Volta

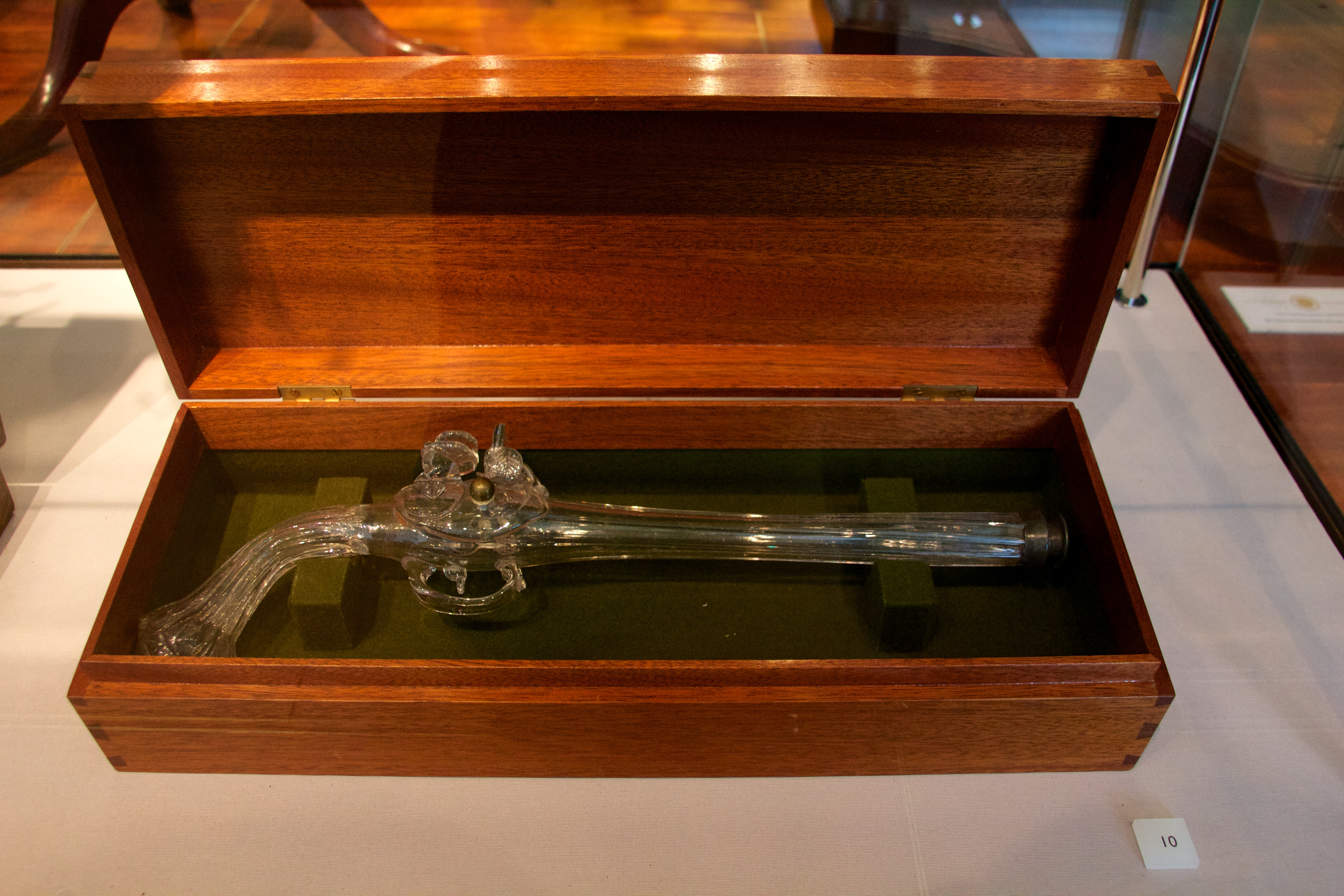
Exemplaire en cristal au musée Boerhaave de Leyde.

Le pistolet de Volta, invention de Alessandro Volta, est un vase de métal fermé avec un bouchon de liège que l'on peut remplir d'un mélange gazeux détonant (hydrogène et oxygène). L'abbé Nollet le décrit dans ses Leçons de physique expérimentale (1770). Une électrode munie de deux petites boules (l'une extérieure, l'autre proche de la paroi intérieure) traverse la paroi à travers un isolant. Tenant la bouteille à la main, on approche la boule extérieure d'un pôle d'une machine électrostatique. Une étincelle, éclatant entre la boule intérieure et la paroi, provoque l'explosion du mélange gazeux et l'expulsion violente et sonore du bouchon.
L'électrode terminée par deux petites boules (l'une extérieure, l'autre proche de la paroi intérieure), traverse les parois du vase sans les toucher, en passant par un tube en verre auquel on la fait adhérer au moyen de cire à cacheter. 
En face de la boule qui est à l'intérieur, à une distance de deux ou trois millimètres, on place quelquefois, quoique cela ne soit pas indispensable, une autre boule communiquant avec les parois du vase, lesquelles, à leur tour, sont en communication avec le sol par un moyen quelconque, de manière qu'en approchant la boule extérieure d'un corps électrisé capable de produire une étincelle, l'électricité parcourt la tige métallique, passe de la boule intérieure aux parois du vase à travers le gaz remplissant le pistolet, et court se précipiter sur le sol. 
Si le gaz est détonant, comme un mélange d'hydrogène et d'air atmosphérique, il s'enflamme au contact de l'étincelle qui jaillit entre les deux boules, et le bouchon est chassé avec une force et un bruit proportionnels à la quantité et à la qualité du gaz employé pour l'expérience. Si, au lieu d'un gaz, on introduit dans le pistolet un liquide ne produisant pas, à la température ordinaire, des vapeurs susceptibles de s'enflammer, comme l'alcool, il faut avoir soin de faire partir l'étincelle à la surface même du liquide.
Cette expérience aurait inspiré le moteur à combustion interne d'Isaac de Rivaz.